# 俳人協会
俳人協会（はいじんきょうかい）は、日本の俳句団体。1961年、現代俳句協会から有季定型派の俳人が分離するかたちで設立。初代会長は中村草田男。俳句文芸の創造的発展とその普及を図ることを目的とし、俳句文芸に関する調査研究、俳句大会や講演会・研究会の開催、俳人・俳文学者の顕彰、会報（『俳句文学館』）の発行などの事業を行う。1971年に社団法人に改組。1976年、俳句専門の図書館である俳句文学館を設立、その運営にあたっている。代表理事二名のうち、現会長は片山由美子、現理事長は能村研三。会員数は15000人（2013年12月現在）。入会には所属結社からの推薦を必要とする。

## 歴代会長
1. 中村草田男（1961年 - 1962年）
2. 水原秋桜子（1962年 - 1978年）
3. 大野林火（1978年 - 1982年）
4. 安住敦（1982年 - 1987年）
5. 沢木欣一（1987年 - 1993年）
6. 松崎鉄之介（1993年 - 2002年）
7. 鷹羽狩行（2002年 - 2017年）
8. 大串章（2017年 - 2025年）
9. 片山由美子 (2025年 - )

## 俳人協会の賞
- 俳人協会賞
- 俳人協会新人賞
- 俳人協会評論賞
- 俳人協会評論新人賞
- 俳句大賞
- 俳人協会新鋭評論賞

## 俳句文学館
俳人協会の発意により、1976年3月、東京都新宿区百人町に竣工された俳書専門図書館。俳句に関する資料の収集・保存・展示・閲覧を主な目的とする。建物は地上4階、地下3階で、1、2階に俳人協会の事務室がある。蔵書は2011年時点で句集54000冊、俳誌331000冊以上を数える。